# Amplier
Amplier é uma comuna francesa na região administrativa de Altos da França, no departamento de Pas-de-Calais. Estende-se por uma área de 8,71 km². Em 2010 a comuna tinha 305 habitantes (densidade: 35 hab./km²).